# Atta
『Atta』（アッタ）は、2023年4月3日から北陸放送（MROテレビ）で放送されている平日夕方のローカルワイドニュース番組である。

## 概要
MROテレビでは2010年3月から2023年3月まで平日夕方のローカルニュース番組として『レオスタ』を放送してきたが、同番組の後継番組として同年4月より放送開始。番組キャッチフレーズは「あす、前向きになれるニュース情報番組」。キャスターは『レオスタ』の松村玲郎に代わり、MROの20代のアナウンサーである牛田和希・石橋弘崇・兵藤遥陽が担当する。
2024年1月10日放送回は、同月1日16:10頃に発生し、石川県内で甚大な被害が出ている能登半島地震関連の情報を詳しく報じるため、20:00までの拡大版で放送した。

## 出演者
いずれも出演当時MROアナウンサー。☆は『レオスタ』から続投。
キャスター
- 牛田和希☆
- 石川映夏（月 - 水曜担当）
- 大野紘乃（木・金曜担当）

フィールドキャスター
- 久々江龍飛
- 渡邉百音

過去
- 石橋弘崇☆（木曜・金曜担当、2023年4月6日 - 2024年9月）
- 兵藤遥陽☆（2023年4月 - 2025年3月）
- 西尾知亜紀☆
- 近藤千優